# Settāmīyeh
Settāmīyeh (persiska: ستّامیّه, Setāmīyeh-ye Kūchek) är en ort i Iran.   Den ligger i provinsen Khuzestan, i den västra delen av landet, 600 km sydväst om huvudstaden Teheran. Settāmīyeh ligger 15 meter över havet och antalet invånare är 157.
Terrängen runt Settāmīyeh är mycket platt. Runt Settāmīyeh är det ganska tätbefolkat, med 144 invånare per kvadratkilometer. Närmaste större samhälle är Jongīyeh, 13,1 km öster om Settāmīyeh. Omgivningarna runt Settāmīyeh är i huvudsak ett öppet busklandskap.